# تورنادو أليسا بلاك
تورنادو أليسا بلاك (بالإنجليزية: Tornado Alicia Black)‏ مواليد 12 مايو 1998 في بوكا راتون، فلوريدا، الولايات المتحدة، هي لاعبة كرة مضرب أمريكية. أعلى تصنيف لها في الفردي كان 404. أعلى تصنيف لها في الزوجي كان 348.

## النهائيات

### الفردي (2–1)
| الحصيلة | الرقم | التاريخ         | الدورة                         | الأرضية | المنافس        | النتيجة       |
| ------- | ----- | --------------- | ------------------------------ | ------- | -------------- | ------------- |
| الوصافة | 1.    | يونيو 25, 2012  | بوفالو، الولايات المتحدة       | ترابية  | جيمي لوب       | 6–7(5–7), 2–6 |
| الفوز   | 1.    | سبتمبر 23, 2013 | جزيرة اميليا، الولايات المتحدة | ترابية  | ألكسندرا مولر  | 4–6, 6–0, 6–0 |
| الفوز   | 2.    | يوليو 14, 2014  | إيفانسفيل، الولايات المتحدة    | صلبة    | كيتلين ووريسكي | 6–4, 4–6, 6–2 |

### الزوجي (0–1)
| الحصيلة | الرقم | التاريخ       | الدورة             | الأرضية | الشريك        | المنافس                         | النتيجة  |
| ------- | ----- | ------------- | ------------------ | ------- | ------------- | ------------------------------- | -------- |
| الوصافة | 1.    | يونيو 1, 2015 | مانزانيلو، المكسيك | صلبة    | داشا ايفانوفا | كارولينا بيتانكور شتيفي كاروثرز | 3–6, 3–6 |

## وصلات خارجية
- تورنادو أليسا بلاك على موقع رابطة محترفات التنس (الإنجليزية)
- تورنادو أليسا بلاك على موقع الاتحاد الدولي لكرة المضرب (الإنجليزية)
- تورنادو أليسا بلاك على موقع إي إس بي إن.كوم (الإنجليزية)

- الموقع الرسمي